# Бунтовница у интернату
Бунтовница у интернату (енгл. Wild Child) је романтична комедија из 2008. године у режији Ника Мура. Ема Робертс глуми богату и размажену тинејџерку Попи Мур, која је послата у интернат у Енглеској где убрзо схвата прави смисао живота и пријатељства. Ово је била последња филмска улога Наташе Ричардсон пре њене смрти наредне године.

## Радња
Бунтовна тинејџерка Попи Мур (Ема Робертс), након бројних упозорења њеног оца, послата је у строги интернат у Енглеској у покушају да поправе њено понашање. Под будним оком учитељице и окружена новим кругом пријатеља, Попи увиђа да је њен став неће далеко довести. Међутим, без обзира што мора одрасти у младу даму, то не значи да дивље дете у њој мирује. Напротив, оно сваки слободан тренутак проводи узнемирујући ову угледну школу.

## Улоге
| Глумац            | Улога           |
| ----------------- | --------------- |
| Ема Робертс       | Попи Мур        |
| Алекс Петифер     | Фреди Кингсли   |
| Џорџа Кинг        | Харијет Бентли  |
| Кимберли Никсон   | Кејт            |
| Џуно Темпл        | Џенифер Логан   |
| Линзи Кокер       | Џози            |
| Софи Ву           | Кики            |
| Наташа Ричардсон  | госпођа Кингсли |
| Ширли Хендерсон   | Матрон          |
| Дејзи Донован     | Сара Рис Витерс |
| Џејсон Воткинс    | Роџер Нелист    |
| Ејдан Квин        | Џери Мур        |
| Ник Фрост         | Кристофер       |
| Руби Томас        | Џејн            |
| Еленор Тернер Мос | Шарлот          |
| Шелби Јанг        | Руби            |
| Џони Пакар        | Роди            |
| Лекси Ејнсворт    | Моли Мур        |